# Embryonální vývoj ptáků
Z hlediska ontogenetického vývoje ptáků existuje nejvíce informací u kuřecího embrya. V průběhu inkubace násadového vejce (NV) se rozlišují 3 základní fáze vývoje embrya – embryogeneze (1.–6. den inkubace), organogeneze (7.–17. den) a maturace či příprava na vylíhnutí (18.–21. den). Podle způsobu výživy a dýchání embrya se také rozlišuje 5 stádií vývoje embrya (viz níže v textu). Při popisu vývojového cyklu ptáků se zárodečný terčík někdy také označuje jako „zárodek“ (předinkubační období), kdežto v průběhu inkubace se běžně používá termín „embryo“. Výraz „fetus“, na rozdíl od embryologie savců, se v drůbežnické praxi nepoužívá.

## Oplození a vznik vejce
Vývoj embrya začíná již před snesením vejce nosnicí. K oplození vajíčka dochází přibližně do 3 hodin po ovulaci. Asi za 3–5 hodin po splynutí samčí a samičí zárodečné buňky ve vejcovodu samice vzniká zygota. Postupným dělením buněk zygoty geometrickou řadou (rýhováním) vznikají nové dceřiné buňky (blastomery) až vznikne kompaktní morula. Rozestoupením blastomer se vytvoří dutinka (blastocoel) vyplněná tekutinou a vzniká dutý kulovitý útvar (blastula, blastocysta). Vchlípením části stěny blastuly (blastodermu) dovnitř koule a diferenciací buněk blastodermu vzniká gastrula, která má tvar váčku, jehož stěna je tvořena 2 zárodečními listy – vnějším ektodermem a vnitřním endodermem. Neuzavřená část váčku představuje prvoústa (blastopór).
Po snášce oplozeného vejce dochází k jeho ochlazení a vývoj embrya se dočasně zastavuje, je v tzv. latentním stavu. Při skladování násadových vajec při teplotách v rozmezí 16–22 °C dělení buněk ještě nějaký čas pokračuje, ale v důsledku nedostatečné teploty zárodek postupně odumírá. Proto NV musí být skladována při stálé teplotě 8–12 °C, relativní vlhkosti 55–75 % a to maximálně 7 dní. Vložením oplozeného NV do prostředí s vhodnou inkubační teplotou, tj. u kura 37,8 °C (přirozené nebo umělé líhnutí) vývoj embrya během několika hodin pokračuje.
V průběhu embryonálního vývoje se vytvářejí dvě skupiny orgánů: (1) orgány, které mládě využívá převážně po vylíhnutí a (2) orgány, které slouží pouze v době embryonálního vývoje.
- Všechny orgány, nezbytně nutné v postembryonálním vývoji, se tvoří ze 3 zárodečných listů – ektoderm (kůže, peří, nervový systém a smyslové orgány), entoderm (dýchací, trávicí a sekreční orgány), mesoderm (svalstvo, ledviny, pohlavní žlázy a všechny druhy pojivové tkáně).

- Pomocnými orgány, které chrání embryo před nepříznivými vlivy prostředí nebo umožňují jeho výživu, dýchání aj. jsou zárodečné (plodové) obaly, které se před vyklubáním kuřete odtrhnou u pupku embrya a zůstávají ve skořápce. Na jejich tvorbě se rovněž podílejí všechny tři zárodečné listy. Rozlišují se:
  - žloutkový vak – obsahuje žloutek a slouží jako zdroj živin pro embryo. Současně umožňuje vznik prvního extraembryonálního krevního oběhu. Buňky žloutkového obalu (membrány) sekretují enzym, který ztekucuje žloutek tak, aby mohl být vstřebán embryem. Rezidua žloutku jsou před vyklubáním vtažena do těla kuřete a slouží jako zásoba živin v prvních 24 hod po vylíhnutí.
  - amnion – chrání embryo před otřesy, umožňuje jeho pohyb a plodová tekutina je živným materiálem pro embryo.
  - alantois (blána močová) – během embryonálního vývoje zajišťuje dýchání, trávení a shromažďuje exkrementy. Je silně vaskularizován; kolem 7. dne fúzuje s chorionem.
  - chorion – vzniká z primitivního segmentu (somitu) blízko hlavy v 2. dnu inkubace a rychle roste ve velký vak, který obsahuje jak embryo uložené v amniovém vaku, tak i žloutek ve žloutkovém vaku. Kontinuální růst chorionu vede kolem 7. dne inkubace k jeho kontrakci a fúzi s alantois a vnitřní podskořápečnou membránou za vzniku chorioalantoidní membrány. To umožňuje dýchání embrya výměnou plynů přes póry skořápky i exkreci odpadních látek. Živiny z bílku a vápníku ze skořápky jsou absorbovány sítí krevních kapilár v chorioalantois a transportovány do embrya.

## Embryogeneze

### 1. den
Buňky blastoderm se dále dělí a diferencují. Během 4–6 hodin po zahájení inkubace vzniká v zárodečném terčíku (disku) ve směru dlouhé osy dobře viditelný, světlejší „primitivní proužek“. Na jeho předním konci se asi za 15 hodin vytvoří Hensenův uzel (hlavová řasa), ze kterého se později vyvine tělo a hlava embrya; na opačném konci vzniká ocasní řasa. Třetí vrstva buněk – mesoderm, vzniká mezi ektodermem a endodermem po 18–20 hodinách inkubace, čímž je kompletizován proces gastrulace (blastogeneze).
Z buněk primitivního uzlu vyrůstá tzv. chordomesodermální výběžek, který se přeměňuje ve strunu hřbetní (chorda dorsalis). Koncem prvního dne líhnutí se kolem hřbetní struny objevují párové segmenty, zvané somity (prvosegmenty nebo primitivní segmenty). Hmotnost embrya činí ca 0,2 mg.
Období od ovulace až do vytvoření žloutkového krevního oběhu, tj. do 30–36 hodin po zahájení inkubace, se označuje jako stadium latebrální výživy. Embryo v této době vývoje čerpá kyslík a živiny z cytoplasmy, kyslík dýchá intramolekulárně ze štěpených sacharidů a tuků; konečným rozkladným produktem při přeměně bílkovin je amoniak.

### 2. den
Koncem 2. dne inkubace má embryo 20–25 párů somitů, které naznačují článkování těla obratlovců, později se z nich vytvoří svalstvo a pojivová tkáň. Po 30–40 hodinách vývoje začíná již tlouci rudimentární srdce (40 tepů/min) a vytváří se první extraembryonální krevní oběh.
Během 45–49 hodin inkubace se pokládá hlavový konec doposud úplně symetrického embrya na levou stranu k somitům. Začíná se tvořit alantois, její růst je podporován tlakem hromaděných látek vyloučených z ledvin. Kolem embrya postupně vznikají všechny 4 zárodečné obaly. Alantois se zvětšuje do prostoru tzv. séroamniové dutiny, zvané exocelom. Objevuje se první rýha v centru blastodermu. Tvoří se pupeny končetin, základy očí a uší, lze rozlišit ocasní konec. Hmotnost embrya dosahuje ca 3 mg.
Období od 30–36 hodin do 7.–8. dne inkubace představuje stadium žloutkové výživy pomocí žloutkového krevního oběhu. Srdce, které je nejprve mimo tělo embrya, umožňuje svými stahy cirkulaci krve, a to jak v intraembryonálním, tak i v prvním extraembryonálním krevním oběhu. Mimo to se vytvářejí pohlavní i vyměšovací orgány, játra, žlázy s vnitřní sekrecí, nervstvo a svalstvo. Dochází k výměně vody a minerálních látek mezi bílkem a žloutkem. Bílek se stává méně alkalickým a žloutek méně kyselým. Dýchání je intramolekulární. Toto stadium se vyznačuje dokonalejší látkovou přeměnou, jejíž zplodiny se shromažďují ve zvětšujícím se alantoidním vaku.

### 3. den
Pupeny končetin se zvětšují, kardiovaskulární systém se rozrůstá. Amnion kompletně obaluje embryo ležící na levé straně. Je možné rozlišit hlavu, trup i mozek (hlavový konec a nervová trubice). Objevuje se srdeční struktura, která začíná pulsovat. Hmotnost embrya ca 21 mg.

### 4. den
Růst a vývoj hlavních orgánů a struktur pokračuje. Oči jsou pigmentované, lze rozlišit čočku. Základ končetin je větší než základ křídel. Amniotická dutina se zvětšuje a je naplněná tekutinou, která obklopuje a chrání embryo a dovoluje mu pohyb. Alantoidní vak se zvětšuje, začíná přirůstat k choriu (začíná vznikat chorioalantois), což umožňuje resorpci vápníku, respiraci a odkládání odpadových látek. Dosud jednokomorové srdce se přeměňuje na dvoukomorové. Hlava embrya se ohýbá k břišní dutině. Hmotnost embrya ca 52 mg.

### 5. den
Velikost embrya se rychle zvětšuje (hmotnost ca 130 mg), hlava se stáčí k ocasu. Tvoří se střeva, žaludek, ledviny, játra, začíná diferenciace pohlavních orgánů; srdce je kompletně vytvořeno. Na hlavě jsou nápadné velké oči, vznikají čelisti, prodlužuje se krk, na křídlech a nohou se diferencují prsty. Mozek leží na hlavě ve formě měchýřku. Alantois se rozrůstá až ke skořápce.

### 6. den
Embryo se začíná pohybovat, lze rozlišit tvořící se zobák, prsty na křídlech i končetinách (fisury mezi prvním, druhým a třetím prstem na křídlech a mezi 2. a 3. prstem na nohách. Druhý prst je větší než ostatní). Vitelinní membrána se dále rozrůstá a obklopuje více než polovinu žloutkové koule. Hmotnost ca 260 mg.

## Organogeneze

### 7. den
Hlava je relativně velká, později se úměrně zmenšuje ve prospěch těla. Krk se zeslabuje, což umožňuje rozlišení hlavy od těla. Mozek progresivně vstupuje do hlavové oblasti, roste pomaleji než velikost embrya. Zobák se prodlužuje, nosní otvory jsou zřetelné. Začíná růst hřebínek, objevuje se základ vaječného zubu. Prsty křídel a končetin jsou jasně rozlišitelné. Hmotnost ca 0,5 g.
Období mezi 7.–8. dnem až do 18.–19. dne inkubace představuje stadium dýchání atmosférického kyslíku a výživy vaječným bílkem, kdy embryo přechází k dýchání vnějšího vzduchu pomocí alantois, až do chvíle, než poprvé vdechne vzduch plícemi. Alantois proniká až pod skořápku, cévním systémem přijímá živiny bílku i atmosférický kyslík. Embryo dýchá alantoidními cévami. Skořápka a podskořápečné blány umožňují přísun kyslíku a odvádění oxidu uhličitého, který je zplodinou látkové přeměny za současného výdeje tepla. V první polovině líhnutí přijímají vejce teplo z prostředí, ve druhé polovině teplo vydávají.

### 8. den
Začíná se objevovat peří, horní a dolní zobák mají stejnou délku, křídla a nohy jsou vytvořeny, stejně tak zevní ústí sluchového kanálu. Pigmentované oči jsou dobře viditelné. Krk se natahuje, mozek je vtahován do dutiny lebeční. Hmotnost ca 1,0 g.

### 9. den
Růst rychle pokračuje, embryo se začíná podobat ptákům. Oči silně prominují, přední končetina získává vzhled křídla a jsou vidět oddělené prsty na končetině. Objevují se drápy. Začínají pučet první péřové folikuly. Alantois roste a zvyšuje se vaskularizace vitelinní membrány. Rychle se vyvíjejí ledviny, plíce, játra, v končetinách vznikají chrupavčité kosti. Hmotnost 1,6 g

### 10. den
Vývoj očí téměř dokončen, rostou oční víčka. Jsou vytvořeny nozdry. Končetiny se prodlužují, objevují se péřové folikuly, prsty jsou oddělené a mají drápky; kůže na nohou tvoří šupiny. Chorioalantois fúzuje asi z poloviny svého povrchu s vnitřní podskořápečnou blanou. Vitelinní membrána kompletně pokrývá žloutek. Výskyt vaječného zubu. Hmotnost ca 2,4 g.

### 11. den
Embryo již má vzhled kuřete. Oční víčka jsou oválná a ztenčují se. Hřebínek je vroubkovaný, diferencovaný. Objevují se první ocasní pera; jsou viditelná střeva. Alantois dosahuje maxima, zatímco žloutku ubývá. Hmotnost ca 3,5 g.

### 12. den
Pokračuje vývoj juvenilního peří, oči jsou téměř úplně zakryty víčky, špička zobáku začíná rohovatět. Péřové folikuly obkružují vnější zvukovod a pokrývají horní oční víčka. Fúze chorioalantoidní membrány s podskořápečnou blánou je dokončena. Hmotnost ca 5,6 g.

### 13. den
Kostra začíná kalcifikovat, postupně se mění poloha embrya (hlavou k tupému konci vejce), oční štěrbina je otevřená. Alantois se svrašťuje a mění se na chorioalantoidní membránu. Objevují se drápy a šupiny na končetinách. Činnost prvotních ledvin se postupně ukončuje. Hmotnost ca 7,0 g.

### 14. den
Poloha embrya je paralelní s dlouhou osou vejce, hlava je v tupém konci vejce, prachové peří pokrývá většina těla a rychle roste. Hmotnost ca 9,0 g.

### 15. den
Růst embrya i prachového peří pokračují, tenké střevo je vtaženo do dutiny břišní. Smršťování žloutku rychle pokračuje, bílku značně ubývá. Hlava se dostává do klovací polohy, je pod pravým křídlem. Hmotnost ca 12,0 g.

### 16. den
Začíná činnost pravých ledvin. Peří pokrývá celé tělo, šupiny a drápy tvrdnou. Končí období maximálního příjmu bílkovin, bílek je vstřebáván a začíná vtahování žloutkového vaku do břišní dutiny. V tomto stadiu se jednotlivé orgány specializují a postupně zahajují svou činnost. Hmotnost ca 15,0 g.

### 17. den
Embryo vyplňuje většinu prostoru ve vejci, hlava se otáčí tak, aby zobák byl pod pravým křídlem a směrem ke vzduchové bublině. Renální systém embrya již produkuje uráty, pokračuje vtahování žloutkového vaku do dutiny tělní. Bílek je zcela resorbován. Hmotnost ca 18 g.

## Maturace a příprava na líhnutí

### 18. den
Snižuje se množství amniotické tekutiny, je dokončován vývin všech orgánů, které přejímají svojí funkci. Hmotnost ca 22 g.
Období mezi 18.–19. dnem inkubace až do proklubání kuřete z vejce se označuje jako stadium využití kyslíku ze vzduchové komůrky vejce. Alantoidní krevní oběh jako dýchací a vyživovací systém začíná zanikat a mládě dýchá vzduch ze vzduchové komůrky.

### 19. den
Embryo zobákem protrhuje vnitřní podskořápečnou blánu, proniká do vzduchové komůrky a začíná dýchat plícemi. Chorioalantois zasychá a amniová tekutina vymizela, žloutkový vak je téměř vtažen do těla. Hmotnost ca 26 g.

### 20. den
Embryo již volně dýchá plícemi, je slyšet pípání. Žloutkový vak je kompletně zatažen do dutiny břišní, pupek je uzavřen. Kuře se otáčí pomocí křídel i končetin a zubem (diamantem) na špičce zobáku začíná naklovávat skořápku v blízkosti vzduchové bubliny na tupém konci vejce. Proražení skořápky se postupně polokruhovitě prodlužuje, rozšiřuje, až se rozlomí na dvě části, čímž je poslední stadium vyklubávání kuřete ukončeno a zpravidla 21. den po vložení vajec do líhní se kuřata vylíhnou. Hmotnost ca 32 g.
Období od prolomení skořápky až do úplného vyklubání kuřete se označuje jako stadium vyklubávání. Atrofie alantoidního oběhu pokračuje, žloutkový vak se vtahuje do dutiny tělní a umožňuje pozvolný přechod ve výživě mláděte v době jeho postembryonálního vývoje.

### 21. den
Kuře se během 12–18 hodin uvolňuje ze skořápky a opouští vejce. U ostatních druhů drůbeže je vývoj obdobný, ale časově posunutý v důsledku delšího embryonálního vývoje u kachen, krůt a hus.